# Héctor Verdés
Héctor Verdés Ortega (Valencia, 24 juni 1984) is een Spaans voetballer. Hij speelt als centrale verdediger bij Elche CF.
Verdés speelde bij Valencia CF in de jeugd en het tweede elftal. In het seizoen 2007/2008 was hij actief bij CD Xerez in de Segunda División A. In juli 2008 werd de verdediger gecontracteerd door FC Barcelona voor het tweede elftal, Barça Atlètic. Op 9 september 2008 speelde Verdés met het eerste elftal in de Copa de Catalunya tegen UE Sant Andreu. Na één seizoen bij FC Barcelona keerde hij in het seizoen 2009/2010 terug bij het tweede elftal van Valencia CF. De centrale verdediger vervoegde één seizoen later het elftal van Elche CF.

## Statistieken
| seizoen    | club                 | land   | competitie                 | wed. | goals |
| ---------- | -------------------- | ------ | -------------------------- | ---- | ----- |
| 2007/08    | CD Xerez             | Spanje | Segunda División A         | 21   | 2     |
| 2008/09    | Barça Atlètic        | Spanje | Segunda División B Grupo 3 | 22   | 1     |
| 2009/10    | Valencia CF Mestalla | Spanje | Segunda División B         | ??   | ??    |
| 2010/11    | Elche CF             | Spanje | Segunda División A         | 26   | 0     |
| 2011/12    | Elche CF             | Spanje | Segunda División A         | 0    | 0     |
| Bijgewerkt | 28-08-2011           |        |                            |      |       |